# Craterispermum congolanum
Craterispermum congolanum är en måreväxtart som beskrevs av De Wild. och Théophile Alexis Durand. Craterispermum congolanum ingår i släktet Craterispermum och familjen måreväxter.
Artens utbredningsområde är Kongo-Kinshasa. Inga underarter finns listade i Catalogue of Life.